# Paranoja
Paranoja (gr. παράνοια od παρά „poza-, obok” i νόος „myśl, umysł”) – silnie nacechowane poczucie lęku lub strachu przed mniej lub bardziej realnym zagrożeniem, prześladowaniem bądź konspiracją. Z reguły oparta jest na fałszywych bądź niekompletnych informacjach, jednak w niektórych zaburzeniach psychicznych może być do tego stopnia irracjonalna, niepodatna na zdroworozsądkowe argumenty, że definiuje się ją jako urojenie. Paranoję od fobii (w której również występuje paniczny strach) na ogół odróżnia obecność oskarżycielskiej postawy wobec innych. Rzucanie fałszywych oskarżeń i ogólny brak zaufania bardzo często towarzyszą paranoi. To, co dla większości ludzi wydać się może przypadkowym incydentem, dla paranoika będzie zamierzonym działaniem, mającym na celu zaszkodzenie jemu, bądź otoczeniu. Paranoja jest jednym z  głównych objawów psychozy.
Według niektórych badaczy odzwierciedleniem natężenia paranoi są różne zaburzenia osobowości i zaburzenia psychiczne, tworzące kontinuum. Do najcięższych i najrzadszych przypadków paranoi zaliczyć można schizofrenię paranoidalną. Na samym dole hierarchii znajduje się lęk społeczny, najczęstsza i najłagodniejsza forma paranoi.

## Nazewnictwo
Przymiotnik „paranoiczny” odnosi się do systemu przekonań prześladowczych o usystematyzowanej treści, które teoretycznie mogłyby mieć miejsce. Z kolei mianem „zespół paranoiczny”, „paranoja prawdziwa” określało się dawniej zespoły, klasyfikowane obecnie przez ICD-10 jako „uporczywe zaburzenia urojeniowe”.
Przymiotnik „paranoidalny” odnosi się do urojeń o nieusystematyzowanym, niemożliwym do zaistnienia charakterze. „Zespół paranoidalny” to z kolei określenie na zespół współwystępujących urojeń i omamów o charakterze prześladowczym, mogących wystąpić w przebiegu schizofrenii paranoidalnej, lecz także ostrego zatrucia, stosowania narkotyków, czy nowotworów mózgu

## Objawy
Typowym objawem paranoi jest skrzywione spojrzenie na rzeczywistość, a także wrogie nastawienie do otoczenia. Paranoik może postrzegać czyjś przypadkowy gest jako posiadający ukryte znaczenie albo groźbę.
Badania nad niekliniczną populacją osób wykazujących objawy paranoi wykazały, że osoby takie częściej czują się bezsilne i smutne, odizolowują się od reszty społeczeństwa i rezygnują z wykonywania czynności, które wiążą się ze wzrostem lęku. 
Z powodu nadmiernie podejrzliwej i trudnej osobowości osoby o paranoicznym rysie charakteru mają kłopoty z wchodzeniem w relacje i tworzeniem związków. Na ogół paranoicy pozostają samotni.

## Przyczyny

### Społeczne i środowiskowe
Wpływ społeczeństwa wydaje się być kluczowy dla rozwoju przekonań paranoicznych. Opierając się na danych zbieranych w wywiadach dotyczących zdrowia psychicznego wśród mieszkańców Ciudad Juárez, Chihuahua (w Meksyku) i El Paso w Teksasie (USA), paranoiczne przekonania wydają się być powiązane z poczuciem bezsilności i bycia prześladowanym, dodatkowo wzmocnionymi przez sytuację społeczną. Osobom o niższym statusie socjoekonomicznym może się wydawać, że mają nad swoim życiem mniej kontroli niż osoby zamożne. Ponadto badanie to wykazało, że kobiety są bardziej podatne na wiarę w bycie kontrolowanym przez czynniki zewnętrzne niż mężczyźni, co w ich wypadku może nasilać wpływ braku społecznego zaufania i niskiego statusu socjoekonomicznego na rozwój paranoi.
Emanuel Messinger na podstawie badań stwierdził, że na rozwój przekonań o charakterze paranoicznym wpływ ma relacja z rodzicami i nieufność środowiska w którym osoba się wychowuje. Środowiska te na ogół cechują się surową dyscypliną, są rządzone według rygorystycznych zasad oraz są niestabilne. Zauważono też, że "pobłażanie i rozpieszczanie dziecka (czyli stwarzanie wrażenia, że jest kimś wyjątkowym i ma specjalne przywileje)", może być czynnikiem sprzyjającym rozwojowi paranoi. Doświadczeniami, które mogą wzmocnić bądź wyzwolić objawy paranoi, są częste rozczarowania, stres i poczucie beznadziei.
Dyskryminacja także może się przyczyniać do rozwoju paranoi. Według badań paranoja częściej występuje u osób starszych, które w swoim życiu doświadczyły więcej odrzucenia. Dodatkowo stwierdzono, że podatniejsi na różne formy psychoz są imigranci. Może to wynikać ze wspomnianego już faktu bycia dyskryminowanym i upokarzanym.

### Fizyczne
Reakcja paranoiczna może być spowodowana zaburzeniami przepływu krwi w mózgu, jako rezultat wysokiego ciśnienia tętniczego i stwardnienia ścian naczyń.
Paranoja może być także skutkiem stosowania narkotyków, np. amfetaminy, metamfetaminy i podobnych stymulantów. Paranoja indukowana narkotykiem ma lepsze rokowanie niż schizofrenia paranoidalna, gdy usunie się powodującą ją substancję.

## Diagnoza
Według amerykańskiej klasyfikacji DSM-IV-TR, formami paranoi są następujące zaburzenia:
- Osobowość paranoiczna (F60.0)
- Schizofrenia paranoidalna (podtyp schizofrenii) (F20.0)
- Prześladowcza postać zaburzenia urojeniowego, dawniej znana jako "paranoja prześladowcza"